# Heterostegane tenebrimedia
Heterostegane tenebrimedia là một loài bướm đêm trong họ Geometridae.